# South Boston (Virginia)
South Boston es un pueblo situado en el condado de Halifax, Virginia  (Estados Unidos). Según el censo de 2010 tenía una población de 8.142 habitantes.

## Demografía
Según el censo del 2000, South Boston tenía 8.491 habitantes, 3.502 viviendas, y 2.185 familias. La densidad de población era de 268,3 habitantes por km².
De las 3.502 viviendas en un 29%  vivían niños de menos de 18 años, en un 39%  vivían parejas casadas, en un 20% mujeres solteras, y en un 37,6% no eran unidades familiares. En el 34,9% de las viviendas  vivían personas solas el 16,3% de las cuales correspondía a personas de 65 años o más que vivían solas. El número medio de personas viviendo en cada vivienda era de 2,26 y el número medio de personas que vivían en cada familia era de 2,9.
Por edades la población se repartía de la siguiente manera: un 23,7% tenía menos de 18 años, un 6,7% entre 18 y 24, un 25,1% entre 25 y 44, un 23,9% de 45 a 60 y un 20,6% 65 años o más.
La edad media era de 41 años.  Por cada 100 mujeres de 18 o más años  había 73,4 hombres.
La renta media por vivienda era de 25.964$ y la renta mediana por familia de 34.848$. Los hombres tenían una renta media de 28.212$ mientras que las mujeres 20.371$. La renta per cápita de la población era de 15.872$. En torno al 15,3% de las familias y el 20,4% de la población estaban por debajo del umbral de pobreza.

## Localidades adyacentes
El siguiente diagrama muestra a las localidades más próximas a South Boston.